# Reikosiella silvarum
Reikosiella silvarum är en stekelart som först beskrevs av Girault 1923.  Reikosiella silvarum ingår i släktet Reikosiella och familjen hoppglanssteklar. Inga underarter finns listade i Catalogue of Life.